# Castillo de Grisel
El Castillo de Grisel, se encuentra en lo que es hoy el municipio de Grisel, provincia de Zaragoza (España). Actualmente se ha reconvertido en establecimiento hotelero.

## Historia
El municipio de Grisel se originó a los pies de su espléndido castillo, estando documentada su existencia ya en 1106 cuando se realiza una reglamentación de sus riegos. El municipio contó con una población mayoritariamente mudéjar durante varios siglos.Entre sus tenentes se conoce a don Lope Ferrench de Luna en 1301, siendo comprado en 1352 por el Cabildo de Tarazona a Hugo de Cardona, fortificándose ante la amenaza castellana.
En el siglo XVI se adapta a una función más palaciega por el Cabildo.El castillo pasaría a manos privados tras la desamortización de Mendizabal, transformando y degradando su aspecto. El castillo es vendido en 1988 a don Manuel Giménez Aperte, quien empezó una dura labor de restauración, que concluye en el año 2014, habiendo recuperado el castillo gran parte de su hermosa imagen.
A partir de esa fecha, el escritor Luis Zueco gestiona el castillo que abre sus puertas como un alojamiento con encanto. El castillo de Grisel se convierte pronto en un referente turístico de la zona del Moncayo y recibe en 2019 el premio a Mejor Experiencia Turística de Aragón.

## Descripción
Se trata de una construcción medieval con sus muros de sillar, rodeado de una muralla defensiva exterior que deja un paso perimetral de unos dos metros de anchura, así mismo en sillar y que conserva en algunas zonas, almenado y saeteras originales.
Al observar la planta del edificio, se distingue claramente una primera edificación a modo de Castillo-Torre, con una fábrica de macro-sillares, que lo distinguen y diferencian del resto de la obra, que se adosó en época posterior ampliando el recinto.

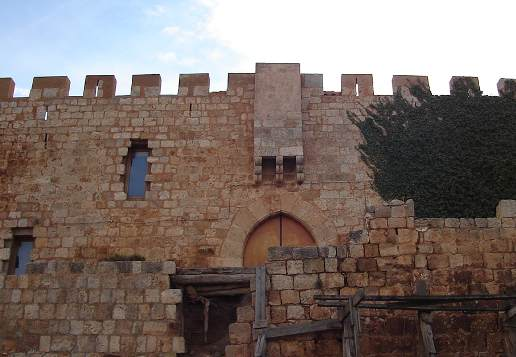
Vista frontal del castillo.

El interior se organiza sobre la base de dos muros longitudinales que con los exteriores conforman tres crujías, limitadas por otro muro transversal enfrentado al torreón primitivo y que conforma un amplio patio. Existe otro patio opuesto al anterior, de menores dimensiones y que dispone de una escalera en piedra sillar que accede al adarve defensivo del castillo.
El repertorio formal contiene elementos exteriores propios de su función defensiva, como remate almenado, saeteras, adarve perimetral y matacán sobre la puerta de entrada. Hay también un torreón de menores dimensiones que el primitivo y en el extremo opuesto a este.
El interior ha sufrido modificaciones por el uso continuado de viviendas desde la desamortización. Con las intervenciones realizadas, se han recuperado varias estancias originarias entre los siglos XIV al XVI, destacando una pequeña capilla sobre la puerta de entrada con bóveda de crucería de ladrillo aplantillado.
El sistema constructivo es a la manera tradicional a base de muros de carga, bien de piedra en los exteriores que conforman la muralla; y heterogéneos de mampostería, ladrillo y tapial en los interiores. Los forjados más antiguos son a base de vigas de gran sección con alcamias y los más recientes de vigas labradas con vueltas de yeso.

## Restauración y excavaciones arqueológicas
El castillo ha sido rehabilitado con gran esfuerzo por su actual propietario. La primera actuación se centró en consolidar la muralla, y reponer el muro caído, antes de que el resto del castillo pudiese verse afectado. Al mismo tiempo se aseguraba también el acceso al interior, ya que se encontraba la puerta de la entrada principal prácticamente colgada.
La cubierta principal, inclinada a dos aguas, ha sido reducida para liberar el almenado en el que se apoyaba, y ha sido sustituida en parte por una cubierta plana invertida. La capilla se ha rematado con una cubierta inclinada a cuatro aguas dejando libre el adarve. En todas las cubiertas inclinadas se ha utilizado la teja curva antigua recuperada del propio edificio. Previo a las obras se han realizado dos excavaciones arqueológicas que han aportado abundante material cerámico y han aparecido varios aljibes que han sido estudiados y conservados.
Durante todo el primer año, y al mismo tiempo que se actuaba en la muralla, se procedió a un estudio arqueológico minucioso de todo el edificio. Se levantaron planos, y se analizaron todos los muros, tratando de determinar las distintas fases constructivas. Se hicieron catas en los falsos techos, para localizar los forjados originales, y a través de las texturas de yesos, se fueron localizando las estructuras más antiguas. Se solicitó una excavación arqueológica para el patio principal, que era la zona más confusa y con mayores rellenos. Fruto de la excavación, se pudo definir claramente el patio y los límites del torreón principal, y apareció un gran aljibe, relleno de escombros y con una comunicación desde el interior.
La siguiente actuación se centró en el torreón principal, consolidando muros, y recuperando volúmenes con los sillares aparecidos en la excavación del patio. La parte más deteriorada era el muro exterior, y se trabajó por fuera del castillo mientras se recuperaba la muralla. Se recuperó parte del macizamiento interior que se había perdido, y se pavimentó de forma que se apreciara la alineación del muro interior. Este espacio, ha quedado como escenario para las actuaciones que se celebran en el patio del castillo.
Una vez consolidado el torreón, y finalizada la primera fase de la muralla, se procedió a vaciar el edificio de los volúmenes sobrantes y deteriorados. Hubo algunas sorpresas en esta labor de limpieza, como la aparición del pequeño ventanal de la capilla, que había sido aprovechado para el asiento de una viga posterior, el ladrillo fechado y firmado, por el autor de la reforma del siglo XVI, y otros restos, como herrajes y ladrillos aplantillados, que han sido guardados y clasificados.
Después de la labor de limpieza, se inició la fase de consolidación y recuperación de los muros principales, y el montaje y renovación de forjados. Tras la renovación de forjados, se procedió a la consolidación de adarves, y a la recuperación del almenado en las partes donde era evidente su existencia. Se procedió sobre la base de criterios de restauradores, por recuperar los volúmenes de los merlones con material distinto y eliminable, dado que no había constancia fiel de los remates de las almenas
Una de las partes más costosas, pero al mismo tiempo más gratificante, fue la recuperación de la capilla. Había sido utilizada como despensa, con la bóveda perdida, y se había tabicado el arco de entrada, donde apoyaba una escalera construida en las reformas del siglo pasado. Se analizaron los restos de los muros, para localizar la forma de la plementería, y se planteó la bóveda de crucería que debía tener. La capilla se cerró con una cubierta a cuatro aguas, a la altura que conservaba en uno de sus muros de tapial. En todas las cubiertas inclinadas, se ha utilizado la teja curva antigua, recuperada del propio edificio.
La fase de la muralla exterior, fue contratada directamente con una empresa. El resto de las obras, han sido ejecutadas por administración. El ritmo de trabajo, ha permitido un seguimiento minucioso, con tiempo para decidir la actuación. En este punto, hay que agradecer la excelente disposición de los albañiles, trabajando a veces en condiciones arriesgadas, y con una sensibilización especial con el edificio, al igual también, que los arquitectos D. Alejandro Rincón y D. Javier Enciso, que han hecho un seguimiento cuidadoso de las obras.

## Actualidad
El castillo es una de las sedes de las asociación Amigos de los Castillos de Aragón y se ha convertido en establecimiento hotelero.